# یوگنی آلینیکوف
یوگنی آلینیکوف (به روسی: Евгений Васильевич Алейников؛ زادهٔ ۲۹ مه ۱۹۶۷ – درگذشتهٔ ۷ دسامبر ۲۰۲۴) ورزشکار اهل روسیه بود.
وی در مسابقات کشوری و بین‌المللی در مجموع برندهٔ ۲ مدال برنز شد.
آلینیکوف در ۷ دسامبر ۲۰۲۴، در سن ۵۷ سالگی درگذشت.